# Большой Екатерининский дворец
Большо́й Екатери́нинский дворе́ц (Большо́й Царскосе́льский дворе́ц, Екатери́нинский дворе́ц, Большо́й дворе́ц, Ста́рый дворе́ц) — императорский дворец, официальная летняя резиденция трёх российских правительниц: Екатерины I, Елизаветы Петровны, Екатерины II. Дворец был построен в 26 км к югу от центра Санкт-Петербурга в его пригороде Царское Село (ныне в составе Пушкинского района Санкт-Петербурга).
Является объектом культурного наследия России. Входит в состав «Дворцово-паркового ансамбля города Пушкин и его исторический центр», который является объектом всемирного наследия ЮНЕСКО «Исторический центр Санкт-Петербурга и связанные с ним комплексы памятников».
Здание заложено в 1717 году и является подарком российской императрице Екатерине I, в честь которой и называется. В течение XVIII века неоднократно перестраивался и в современном виде представляет образец позднего барокко. В советское время во дворце был открыт музей. В период Великой Отечественной войны дворец был сильно повреждён. Его восстановление заняло долгие годы и ещё не закончено. Восстановление проводит Ленинградская школа реставраторов на строго научной основе.

## История
В истории и архитектуре дворца нашли своё отражение как архитектурные веяния каждой из эпох, которые пережил дворец, так и личные пристрастия российских правителей того времени. Сам дворец был заложен в 1717 году под руководством немецкого архитектора Иоганна Фридриха Браунштейна как летняя резиденция императрицы Екатерины I. В августе 1724 года в знак завершения строительства во дворце устроили праздник, во время которого «палили из 13 пушек трижды». На торжестве присутствовал всероссийский император Пётр I. По первому проекту дворец представлял собой типичное для русской архитектуры начала XVIII века небольшое 2-этажное сооружение в голландском стиле «на 16 светлиц». В 1743 году только что взошедшая на престол императрица Елизавета Петровна поручила русским архитекторам Михаилу Земцову и Андрею Васильевичу Квасову расширить и благоустроить дворец. Одновременно с Квасовым был приглашён Савва Чевакинский, осуществивший расширение дворца до современной длины. По его проекту был осуществлён интерьер церкви, Тронного зала и построены корпуса флигелей-циркумференций. В мае 1752 года Елизавета Петровна поручила архитектору Бартоломео Франческо Растрелли вновь перестроить дворец. После строительных работ, которые длились 4 года, и появился современный дворец, выполненный в стиле русского барокко. Более 100 килограммов золота ушло на позолоту изощрённой отделки нового фасада и многочисленных статуй на кровле. Перед величественным фасадом был разбит не менее величественный регулярный парк. 30 июля 1756 года состоялась презентация 325-метрового дворца.
Традиционно дворец связывают и с именем Екатерины Великой, хотя сама императрица считала этот «взбитый крем» старомодным. Согласно воле покойной императрицы Елизаветы, первым делом Екатерина распорядилась позолотить статуи в парке. Когда часть из них уже обработали, узнав о стоимости этих работ, Екатерина велела их приостановить. В своих мемуарах она пожурила предшественницу за расточительство. Во всё своё царствование она перестраивала дворец и парк на свой вкус, делая их более удобными для жизни и более скромными.

### Перестройка
Растрелли перестроил Большой (Екатерининский) дворец (1752—1756) в Царском Селе следующим образом. Продольная ось здания стала главной пространственной координатой в его плане; огромная протяжённость двух параллельных анфилад парадных помещений, масштаб которых нарастает к центру — Большому залу и Картинной галерее, подчёркнута выносом парадной лестницы в юго-западный конец здания. Ритмическое разнообразие ордерной системы фасада, большие выступы колоннад с раскреповками антаблемента над ними, глубокие впадины окон, создающие богатую игру светотени, обилие лепнины и декоративной скульптуры, многоцветие фасадов (белый и голубой цвета в сочетании с позолотой лепнины) придают зданию эмоциональный, насыщенный, праздничный и очень торжественный облик (БСЭ).
Из воспоминаний графа С. Д. Шереметева: «В первый раз видел я Большой Царскосельский дворец во всём блеске бала. (1863) Танцевали в большом зале, а в проходной галерее накрыт был ужин на бесчисленное число гостей. Сияли деревянные колонны с позолотой, перевитые гирляндами во вкусе прошлого века, горели огнями. Тогда ещё никто не помышлял об электрическом освещении, и горели бесчисленные свечи, как бывало во времена Екатерины. Чудное было зрелище, которое нельзя забыть,,, Я был тогда молодым офицером и танцевал мазурку с принцессой Екатериной Петровной Ольденбургской».

### Дворец после 1917 года
В период немецкой оккупации ансамбль сильно пострадал, дворцы были разграблены, многие экспонаты были сожжены. Руководитель отдела музеев и памятников при управлении по делам искусств исполкома Ленгорсовета Анатолий Михайлович Кучумов, который в 1935—1937 годах был хранителем Большого Екатерининского дворца, возглавил розыск похищенных сокровищ. Несколько раз Анатолий Михайлович выезжал в Германию. Уникальные паркеты из Лионского зала и Зеркального кабинета дворца Кучумов разыскал под грудой зерна на берлинском элеваторе, часть архивных документов, дворцовой мебели и книг собрал на минном поле (к счастью, мины оказались противотанковыми и на вес человека не сработали). Великолепные бронзовые скульптуры Геркулеса и Флоры работы Ф. Гордеева, некогда украшавшие Камеронову галерею в Царском Селе, были найдены во дворе медеплавильного завода в саксонском городе Галле. Тщательно собирали не только целые предметы, но и фрагменты, детали: замки и шпингалеты дверей Лионского зала, цветные изразцы разбитых печей Екатерининского дворца. Таким образом в пригородные дворцы Ленинграда вернулось 6682 музейных предмета, в том числе в Екатерининский дворец — 575, в Александровский — 1542, в Павловский дворец — 421, в Гатчину — 3893 и 251 предмет в петергофские дворцы.
Ныне ансамбль полностью восстановлен реставраторами: Н. В. Барановым, А. А. Кедринским, Н. Е. Тумановой, И. П. Саутовым.

23 мая 2010 года генеральный директор государственного музея-заповедника «Царское Село» Ольга Таратынова сообщила журналистам о том, что к празднованию 300-летнего юбилея Царского села откроют несколько отреставрированных залов и павильонов: 
Откроем повторно отреставрированный Тронный зал в Екатерининском дворце. Откроем и совершенно не знакомый для наших гостей зал из той половины дворца, в которой жила Екатерина — Арабесковый зал. Сейчас в нём уже ведутся работы по мебели и подбору штор.

## Архитектура
Огромный объём Большого дворца — заметен сразу. Кроме этого, симметричная осевая система ризалитов фасада дворца соответствует основным пространственным координатам плана парка.

## Залы и комнаты дворца
Бесконечны анфилады Екатерининского дворца — зала за залой, гостиная за гостиной, антикамера за антикамерой устланы штучными паркетами цветного дерева с перламутровой инкрустацией. Под росписью плафонов лепных, зеркальных потолков хрусталиками искрятся причудливые люстры, кокетливые жирандоли сверкают по стенам на консолях, на каминах. Колонны, пилястры, аркады зал блистают сибирскими, уральскими мраморами, китайским фарфором; мозаики из цветных камней и янтарей вкраплены в стены, покрытые шёлковыми ткаными шпалерами и гобеленами, обрамлённые золочеными багетами и карнизами богатейшей деревянной резьбы.Всеволод Иванов. "Александр Пушкин и его время"

### Янтарная комната
Янтарный кабинет или Янтарная комната — одно из самых известных помещений Большого Екатерининского дворца. Основное убранство Янтарной комнаты изготовлено в начале XVIII века в Пруссии, в 1716 подарено королём Фридрихом Вильгельмом I Петру I; в 1746 дополнено и смонтировано в Зимнем дворце в Санкт-Петербурге, в 1755 перенесено в Царское село.
В годы Великой Отечественной войны убранство Янтарной комнаты вывезено немецкими оккупантами в Кёнигсберг. Дальнейшая судьба комнаты неизвестна. C 1979 года в Санкт-Петербурге велась работа по воссозданию Янтарной комнаты, в 2003 году к 300-летию Санкт-Петербурга она была воссоздана в полном объёме руками отечественных реставраторов, в том числе на средства немецких фирм.

### Дворцовая церковь
Храм был устроен в северном флигеле в период с 1746 по 1756 года. Несколько раз реставрировался после пожаров 1820 и 1863 годов. В его оформлении участвовали Чевакинский, Растрелли, Стасов. Интерьер церкви был практически уничтожен в период оккупации Пушкина. С 1993 года в церкви крайне редко проходят молебны.
В апреле 2019 года завершили первую за полтора столетия масштабную реставрацию церкви, длившуюся 4 года и проводившуюся в соответствии с Венецианской хартией. К восстановительным работам были привлечены 350 реставраторов разных специальностей: позолотчики, лепщики, резчики, живописцы. Проект консервации и реставрации интерьера церкви Воскресения Христова в Екатерининском дворце стал победителем 3-го международного архитектурно-дизайнерского конкурса «Золотой Трезини-2020» в номинации «Лучший реализованный проект реставрации/реконструкции».

### Лионский зал
Лионский зал — один из самых парадных интерьеров Екатерининского дворца, создававшийся по замыслу архитектора Чарльза Камерона в 1781—1783 годах. Своё название зал получил благодаря отделке стен шёлком, изготовленным в Лионе.
Последний раз Лионский зал был открыт 22 июня 1941 года. С 6 июня 2019 года, спустя почти 80 лет, вновь доступен для посещений.
В годы Великой Отечественной войны были уничтожены декор стен и роспись потолка. От былого убранства сохранилось 25 предметов мебельного ансамбля с использованием лазурита. К счастью, сохранился и паркет из наборного дерева с перламутровыми вставками, вывезенный нацистами в Германию и возвращённый в 1947 году.
Реконструкцию Лионского зала проводили на основе сохранившихся дворцовых описей, архивных документов и фотографий зала. Шёлковая ткань была воссоздана на лионской мануфактуре «Прелль», в архивах которой сохранили образцы ткани и нитей из выполненного в 1866 году заказа русского императорского двора. Лазуритовые элементы отделки были воссозданы специалистами царскосельской янтарной мастерской с применением полудрагоценного камня с месторождения в Афганистане, который использовали и в середине XIX века. Печи и паркет будут возвращены в зал позднее.

## Фотографии
- Воссозданная Янтарная комната
- Южная сторона с императорским флагом дома Романовых
- Боковое крыло и домовая церковь Воскресения Христова
- Большой зал
- Арабесковый зал
- Парадная лестница
- Китайская гостиная Александра I
- Кавалерская (Серебряная) столовая
- Скульптура императрицы Елизаветы Петровны в её парадном платье
- Зелёная столовая